# Stanisław Galos
Stanisław Józef Galos (ur. 14 marca 1894 w Podgórzu, zm. 17 grudnia 1974 w Krakowie) – podpułkownik żandarmerii Wojska Polskiego, działacz niepodległościowy.

## Życiorys
Stanisław Józef Galos urodził się 14 marca 1894 roku w Podgórzu, w rodzinie Wojciecha, ślusarza w c. k. Uprzywilejowanej Krajowej Fabryce Maszyn Rolniczych i Narzędzi Ludwika Zieleniewskiego, i Katarzyny.
W latach 1901–1904 uczęszczał do szkoły ludowej w rodzinnym mieście. W czerwcu 1912 roku ukończył naukę w klasie VIIIb i zdał maturę w c. k. Gimnazjum w Podgórzu. Jesienią tego roku rozpoczął studia na Wydziale Prawa Uniwersytetu Jagiellońskiego. Utrzymywał się sam udzielając korepetycji. W tym czasie wstąpił do Związku Strzeleckiego i ukończył kurs podoficerski. W kwietniu 1914 zdał pierwszy egzamin państwowy na uczelni.
8 sierpnia 1914 roku wstąpił do Legionów Polskich. Dowodził sekcją, a następnie plutonem w 5 pułku piechoty Legionów. 9 marca 1917 roku pełnił służbę w Żandarmerii Polowej Legionów Polskich, w stopniu sekcyjnego. W lutym 1918 roku, po bitwie pod Rarańczą został internowany w obozie Szaldobosz na Węgrzech. W kwietniu tego roku został wysłany na front włoski i tam wcielony do c. k. Pułku Strzelców Nr 20. Od sierpnia do października leczył się na płuca w szpitalach austriackich.
W listopadzie 1918 roku został przyjęty do Wojska Polskiego i przydzielony do Żandarmerii Dowództwa Okręgu Generalnego „Łódź”. 25 września 1919 roku awansował na podporucznika z dniem 1 października 1919 roku. Później został przeniesiony do Dowództwa Żandarmerii Wojskowej w Grodnie. W 1920 roku, po zakończeniu działań wojennych, został przeniesiony do Dowództwa Żandarmerii Ministerstwa Spraw Wojskowych z jednoczesnym odkomenderowaniem na studia w Uniwersytecie Jagiellońskim. 19 stycznia 1921 roku został zatwierdzony z dniem 1 kwietnia 1920 roku w stopniu porucznika, w żandarmerii, w grupie oficerów byłych Legionów Polskich. 4 maja 1922 roku uzyskał stopień doktora prawa.
3 maja 1922 roku został zweryfikowany w stopniu porucznika ze starszeństwem z dniem 1 czerwca 1919 roku i 35. lokatą w korpusie oficerów żandarmerii, a jego oddziałem macierzystym był nadal 1 dywizjon żandarmerii. W grudniu 1922 roku został przeniesiony z Głównej Komendy Straży Granicznej do Wydziału Żandarmerii w Departamencie I Ministerstwa Spraw Wojskowych, pozostając oficerem nadetatowym 1 dywizjonu żandarmerii w Warszawie. Z dniem 1 września 1924 roku został przeniesiony do 1 dywizjonu żandarmerii. 1 grudnia 1924 roku awansował na kapitana ze starszeństwem z dniem 15 sierpnia 1924 roku i 12. lokatą w korpusie oficerów żandarmerii. 17 marca 1927 roku został przeniesiony do kadry oficerów żandarmerii z równoczesnym przydziałem do Wydziału Żandarmerii Departamentu I Ministerstwa Spraw Wojskowych. 1 czerwca 1927 roku został przeniesiony do Dowództwa Żandarmerii Ministerstwa Spraw Wojskowych w Warszawie na stanowisko kierownika referatu. Na majora awansował ze starszeństwem z dniem 1 stycznia 1931 roku i 5. lokatą w korpusie oficerów żandarmerii. Od 1 stycznia 1933 roku pełnił służbę na stanowisku zastępcy dowódcy Żandarmerii Ministerstwa Spraw Wojskowych. Na tym stanowisku pozostał do września 1939 roku. W międzyczasie awansował na podpułkownika ze starszeństwem z dniem 19 marca 1937 roku w korpusie oficerów żandarmerii.
1 września 1939 roku, zgodnie z przydziałem mobilizacyjnym, objął stanowisko zastępcy dowódcy Żandarmerii Ministerstwa Spraw Wojskowych. Cztery dni później został wyznaczony na stanowisko szefa Żandarmerii Okręgu Korpusu Nr I w Warszawie, a od 10 września występował jako dowódca Żandarmerii Obrony Warszawy. Generał brygady Tadeusz Roman Tomaszewski, szef sztabu Dowództwa Obrony Warszawy wspominał „z całego korpusu, z organizacji liczącej kilkudziesięciu oficerów znalazł się tylko jeden jedyny człowiek, który nie uległ panice ewakuacyjnej, lecz z całym podległym mu aparatem zameldował się u mnie w dniu 7 września po południu, oddając się do dyspozycji gen. Czumy. Był to szef żandarmerii korpusu ppłk dr Stanisław Galos. Został przyjęty, mianowany szefem żandarmerii obrony Warszawy. Pozostał nim do końca oddając, bez cienia przesady, wielką usługę w tych czasach chaosu w utrzymaniu porządku – bezpieczeństwa. Rozbudował przy tym swój dział tak, że przybywszy do nas z 5 plutonami żandarmów miał ich pod koniec 15. Ppłk dr Galos był zaszczytnym wyjątkiem, niestety - wyjątkiem. Miarą tajemniczości ewakuacji korpusu i jej szybkości był fakt, że on, szef żandarmerii korpusu, nie wiedział dokąd korpus się przeniósł, gdzie się skrył”.
Po kapitulacji stolicy przebywał w niemieckiej niewoli, w Oflagu XI B Brunszwik, Oflagu VIII B Silberberg i Oflagu VII A Murnau. Po wyzwoleniu z niewoli pełnił służbę w Polskim Ośrodku Wojskowym w Murnau na stanowisku szefa służby bezpieczeństwa. We wrześniu 1946 roku powrócił do kraju, zamieszkał w Krakowie i podjął pracę w tamtejszym magistracie. Później pracował jako radca prawny. Do 1956 roku był szykanowany przez Urząd Bezpieczeństwa. 
Zmarł 17 grudnia 1974 roku w Krakowie. Pochowany na cmentarzu Rakowickim (kwatera LXIV-27-4).
W grudniu 1922 ożenił się z Zofią z domu Pieczarka (1901–1964), córką cukiernika, z którą miał syna Adama (1924–2013).

## Ordery i odznaczenia
- Krzyż Niepodległości – 2 sierpnia 1931 „za pracę w dziele odzyskania niepodległości”[20][21]
- Krzyż Walecznych trzykrotnie[16]
- Złoty Krzyż Zasługi – 16 marca 1934 „za zasługi na polu organizacji i administracji wojska”[22]
- Srebrny Krzyż Zasługi – 10 listopada 1928[23][16]
- Medal Pamiątkowy za Wojnę 1918–1921[24]
- Medal Dziesięciolecia Odzyskanej Niepodległości[24]
- Srebrny Medal za Długoletnią Służbę
- Brązowy Medal za Długoletnią Służbę
- Srebrny Medal Waleczności II klasy